# Ратнер, Арнольд Станиславович
Арнольд Станиславович Ратнер (укр. Арнольд Станиславович Ратнер; ум. 6 августа 1927) — советский украинский учёный-правовед. Профессор Харьковского института народного хозяйства.

## Биография
В 1919 г. приступил к чтению курса гражданского судопроизводства на юридическом факультете Харьковского университета.
После создания в 1920 г. Харьковского института народного хозяйства преподавал сначала гражданский процесс, а затем курс судоустройства и предмет «Техника составления договоров», который превратил в интереснейший теоретический курс договорного права. Профессор кафедры проблемы современного права.

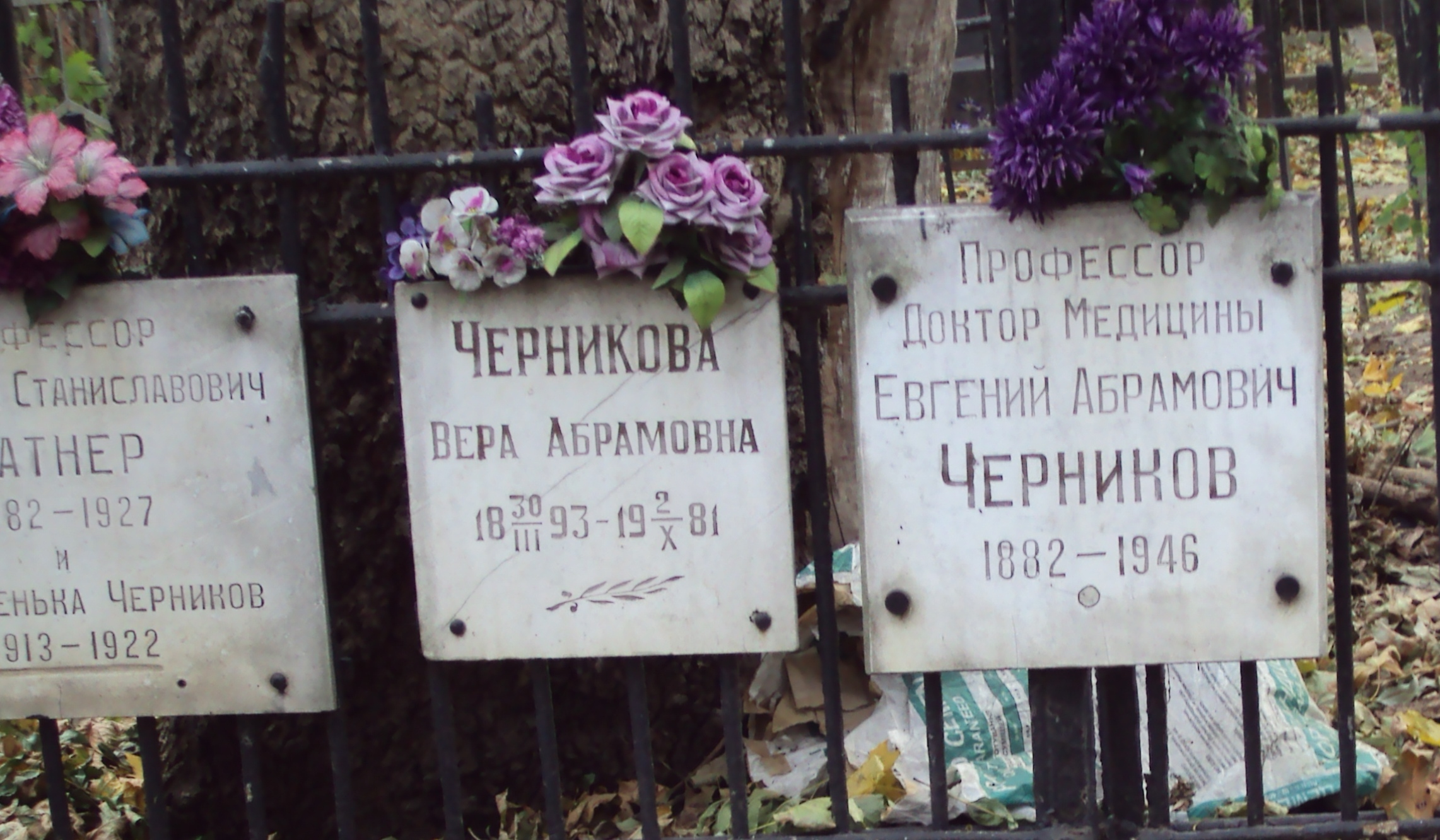
Могила профессора Ратнера и членов семьи Черниковых

Умер А. С. Ратнер 6 августа 1927 г. Некролог опубликовал профессор Вильнянский С. И.
Похоронен на 2-м Харьковском кладбище, в ограде членов семьи Черниковых.

## Основные направления научной деятельности

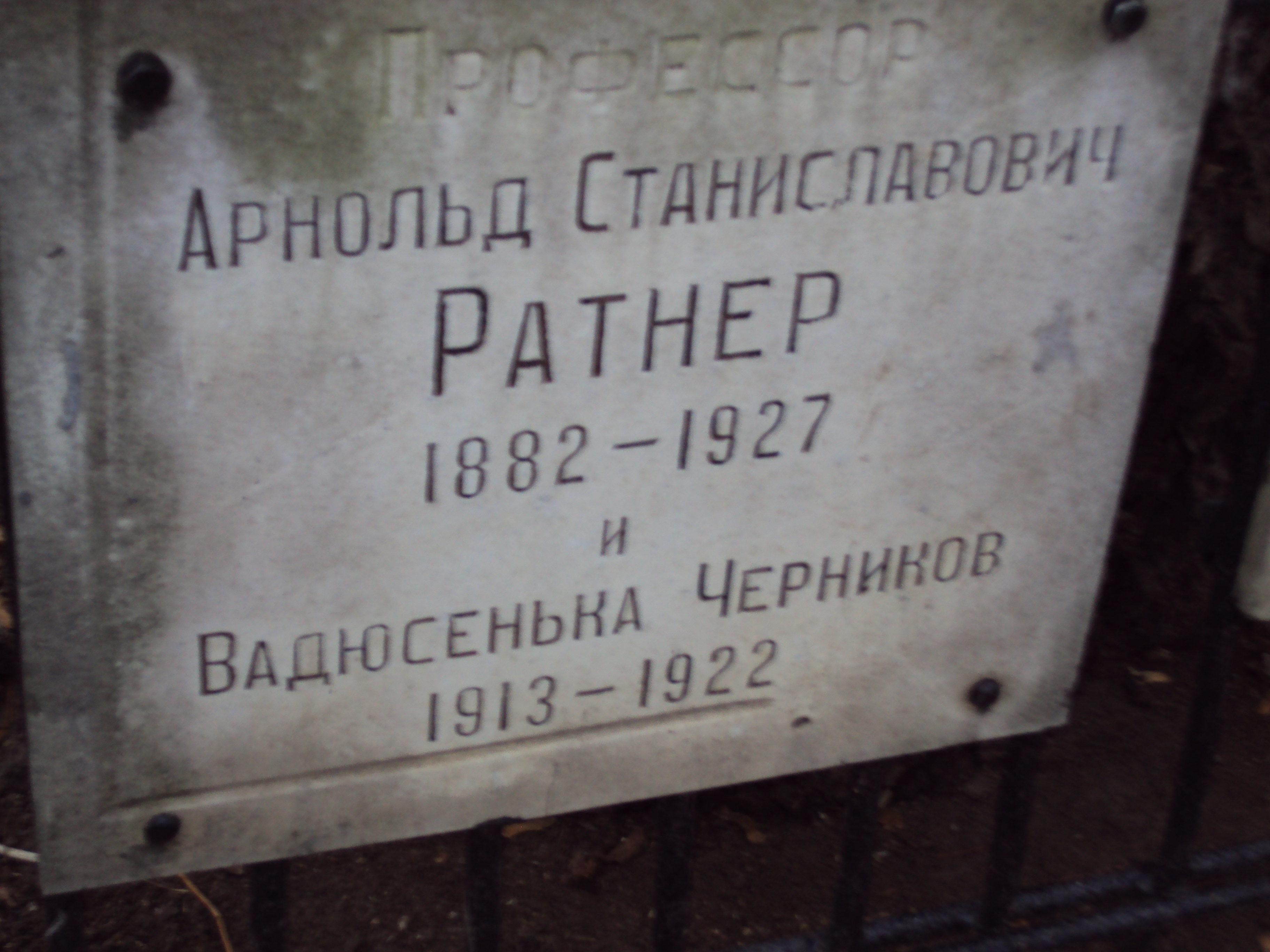
Погребение профессора Ратнера А. С. на 2-м Харьковском кладбище

Исследовал проблемы в области торгового и гражданского права и гражданского процесса, хозяйственного права, советского правового строительства. Являлся постоянным экспертом и консультантом в законодательных органах УССР. Ряд законов УССР, разработан при его непосредственном участии. Опубликовал по крайней мере десять статей по этой тематике в «Вестнике советской юстиции» и «Хозяйстве Украины». На заседании кафедры, Украинского юридического общества (УЮО), Совете съездов промышленности, торговли и транспорта УССР он сделал несколько докладов . Большое внимание исследователь уделял и вопросам гражданского процесса, написал ряд статей о мировых соглашениях, заочном судопроизводстве, иске о запрете, встречном иске. Автор более десятка рецензий на новинки цивилистики он разместил в правовых журналах. В этот период с ним работали профессора Корецкий В.М, Трахтеров В. С., Серебровский В.И., Гюнтер А. Р. и другие .

## Избранные труды
- Ратнер А. С. Институт предварительного исполнения решений в ГПК УССР / Проф. А. С. Ратнер // Вестник Советской Юстиции. — Харьков, 1925. — № 9 (1 мая). — С. 362—363.[3]
- Ратнер А. С. Общества // Гражданский кодекс советских республик: Текст и практ. коммент.под ред. проф. Малицкого −1927).
- Законы «О купле-продаже с рассрочкой платежа»,
- «О залоге товаров в обращении»,
- «Об акционерных обществах с участием государства»